# Sphaeroscelis pectoralis
Sphaeroscelis pectoralis är en skalbaggsart som beskrevs av Hermann Burmeister 1855. Sphaeroscelis pectoralis ingår i släktet Sphaeroscelis och familjen Melolonthidae. Inga underarter finns listade i Catalogue of Life.